# パリ経済学校
パリ経済学校、パリ経済学院またはパリ・スクール・オブ・エコノミクス（ぱりけいざいがっこう、ぱりけいざいがくいん、英語: Paris School of Economics, PSE、フランス語: École d'économie de Paris）は、フランス・パリで2006年12月21日に、複数のグランゼコール、及び大学、高等研究機関による協力・連携の下、設立された経済学専門の大学院的性格の学校である。通称はPSE (ピー・エス・イー) 。
1988年に創設されたパリ経済応用理論研究所 (DELTA : EHESS-ENS Ulm) を出発点として、フランスにおける広範な経済学に関する研究ユニット（複数のグランゼコールを含む）の統合プロセスにおける最終段階として設立された。トゥールーズ経済学院 (TSE) と並び、フランスにおける経済学の教育・研究の中心地であり、欧州を代表する経済学の教育・研究機関でもある。

## 概要
1988年にパリ高等師範学校 (ENS Ulm) の政治経済研究所にDépartement et laboratoire d’Economie Théorique et Appliquée (DELTA) が設立される。その後、多くの研究ユニットがDELTAに参加する。この統合プロセスの最終段階として、2006年に当時のフランスの首相ドミニク・ド・ビルパンによってPSEが開校した (初代学長にロジェ・ゲスネリ、理事にトマ・ピケティ) 。
当初の設立メンバーの社会科学高等研究院とパリ高等師範学校に加え、国立農学研究所（INRA）、パリ第１大学、国立土木学校、フランス国立科学研究センター（CNRS）の研究スタッフから結成された。フランス国立科学研究センターの一部であり、カリフォルニア大学バークレー校やニューヨーク大学との交換留学制度がある学校である。
近年、学術的に非常に高い評価を受けており、経済学分野において広く認知されているRePEc (Research Papers in Economics) の世界大学ランキング(経済学)によると、2020年4月時点で、世界第5位(欧州内第1位)に位置付けられている。また、世間一般における認知という意味では、トマ・ピケティ教授による代表的な著作『21世紀の資本』 (フランス語: Le Capital au XXIe siècle) が世界的なベストセラーになったことによるところが大きい。

## 卒業生等
括弧内学校名は現所属。
- トマ・ピケティ（パリ経済学校）
- エマニュエル・サエズ （カリフォルニア大学バークレー校）
- エスター・デュフロ （マサチューセッツ工科大学） - 2019年ノーベル経済学賞受賞者
- ガブリエル・ズックマン （カリフォルニア大学バークレー校）
- ピエール＝オリヴィエ・グランシャ (Pierre-Olivier Gourinchas) （カリフォルニア大学バークレー校）
- トマ・フィリポン （ニューヨーク大学）
- グザビエ・ガヴェ (Xavier Gabaix[4])（ハーバード大学）
- エマニュエル・ファーリ (Emmanuel Farhi)（ハーバード大学）
- ジュリア・カジェ（パリ政治学院）